# Cullen Murphy

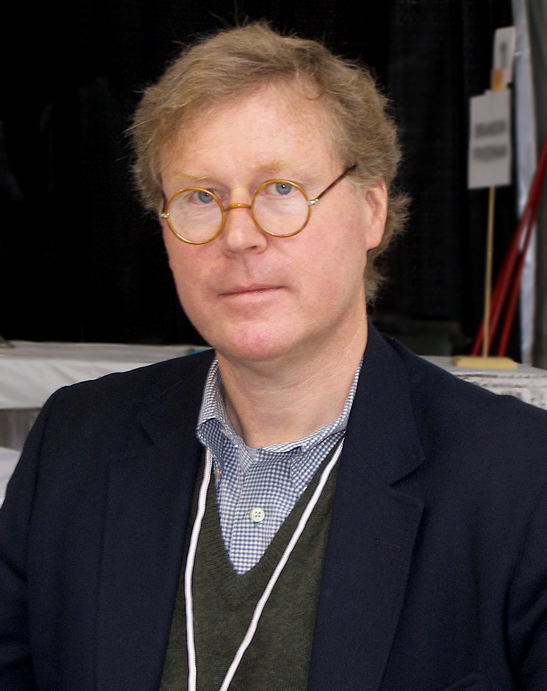
Cullen Murphy

Cullen Murphy (* 1. September 1952 in New Rochelle, New York) ist ein US-amerikanischer Comicautor.
Murphy wurde als ältestes der acht Kinder von John Cullen Murphy geboren.
1974 schloss er sein Studium der Mittelalterlichen Geschichte summa cum laude im Amherst College, Massachusetts, ab. Er begann, auch auf Veranlassung von Hal Foster, einzelne Geschichten zur Prinz-Eisenherz-Saga beizutragen. Als Foster sich 1979 völlig zurückzog, begann Cullen, sich ernsthafter um die wöchentlichen Fortsetzungen zu kümmern. Parallel dazu machte er Karriere in der Pressewelt. Er war Senior Editor der Wilson Quarterly, schrieb Beiträge für Magazine wie Harper’s und ist seit 1985 der Managing Editor bei der Atlantic Monthly, seit 2002 nun sogar Chefredakteur (editor in chief).
Mit seiner Frau Anna-Marie und seinen drei Kindern Jack, Anna und Tim lebt er in Medfield/Massachusetts. Weiterhin beschäftigt er sich mit Mittelalterlicher Geschichte (sicher nicht zum Nachteil des Comics) und hält darüber Vorlesungen. Außerdem forscht und schreibt er viel über die Englische Sprache.
Seit März 2004 arbeitet er mit Gary Gianni an Prinz Eisenherz, als sein Vater in den Ruhestand als Zeichner ging. Vier Monate später, im Juli 2004, verstarb sein Vater. Und bereits im November 2004 hörte Cullen Murphy mit der Arbeit an Prinz Eisenherz auf. Sein Nachfolger ist mit Folge 3537 vom 21. November 2004 nun Mark Schultz.

## Veröffentlichungen
- William L. Rathje, Cullen Murphy: Rubbish! The Archaeology of Garbage. (1992, HarperCollins, New York)

| Personendaten    | Personendaten                |
| ---------------- | ---------------------------- |
| NAME             | Murphy, Cullen               |
| KURZBESCHREIBUNG | US-amerikanischer Comicautor |
| GEBURTSDATUM     | 1. September 1952            |
| GEBURTSORT       | New Rochelle, New York       |